# Donald Coxeter
Donald Coxeter (anglès: Harold Scott MacDonald Coxeter)  (Kensington, 9 de febrer de 1907 - Toronto, 31 de març de 2003) va ser un matemàtic anglès canadenc.

## Vida i Obra
Quan va néixer li volien posar de nom MacDonald Scott, però el padrí va insistir que se li posés en primer lloc el nom del pare, Harold. Com que l'abreviatura dels tres noms, HMS, semblava el nom d'un vaixell de la marina britànica (Her Majesty Ship), li van invertir els dos noms posteriors perquè quedés HSM. De totes maneres sempre va ser conegut simplement com a Donald. El seu pare era copropietari d'una indústria d'aparells quirúrgics, Coxeter & Son, i la seva família rica i refinada, amb gustos artístics. D'infant es va inclinar per la música, havent escrit diferents composicions (singularment, una òpera i un quartet) que van ser considerades per Gustav Holst i Charles Villiers Stanford. El 1919, quan els seus pares es van divorciar, va ser enviat a una escola a Harpenden, afores de Londres, on es va interessar per la literatura, inventant un nou llenguatge, l'amellaibian, i escrivint una novel·la en la qual narrava els fets succeïts en la terra mítica on es parlava aquest llenguatge. També va ser col·lega del futur matemàtic John Flinders Petrie (fill de l'egiptòleg Flinders Petrie) amb qui es va començar a interessar pels sòlids platònics, tema sobre el qual va treballar la resta de la seva vida acadèmica. Com que la seva preparació matemàtica havia estat deficient, va estar dos cursos estudiant matemàtiques al Marlborough College, abans d'ingressar el 1925 al Trinity College (Cambridge), on es va doctorar el 1931 i va ser-ne fellow fins al 1936, amb alguns intervals de recerca a la universitat de Princeton. El 1936 va acceptar una proposta de la universitat de Toronto en la qual va romandre la resta de la seva vida, amb les úniques excepcions d'alguns períodes de professor visitant a diverses universitats.
El camp de treball principal de Coxeter va ser la geometria, amb una especial atenció en l'estudi dels polítops regulars, l'entusiasme pel qual va transmetre als seus deixebles. La seva intuïció geomètrica era llegendària, i sovint rebutjava demostracions formals de coses que el seu pensament no acceptava. També va fer aportacions significatives en els camps de la teoria de grups i de la combinatòria. Va revisar, reescriure i reeditar diverses vegades el conegut Mathematical Recreations and Essays (Recreacions i assajos matemàtics) (1887) de W.W. Rouse Ball, del qual és considerat autor de la tretzena edició (1987).